# Douglas Tybor Durig
| 51431 Jayardee     | 19 marzo 2001    |
| 65159 Sprowls      | 14 febbraio 2002 |
| 89264 Sewanee      | 11 novembre 2001 |
| 92685 Cordellorenz | 31 agosto 2000   |

Douglas Tybor Durig (Boston, 29 aprile 1961) è un astronomo statunitense.
Laureatosi in chimica, fisica e matematica all'Università della Virginia nel 1979, ha ottenuto il baccellierato in chimica matematica all'Università della Carolina del Sud nel 1983. Nello stesso istituto ha raggiunto nel 1987 il dottorato in fisica matematica.
Lavora all'Osservatorio Cordell-Lorenz dell'Università del Sud a Sewanee in Tennessee.
Il Minor Planet Center gli accredita la scoperta di trentasette asteroidi, effettuate tra il 2000 e il 2009, in parte in collaborazione con altri astronomi: Mary Alice Mathison, Alric Duane McDermott e V. L. Nixon.